# مواز
مَوَّاز (الاسم العلمي Musophaga)، جنس طير من فصيلة الموازيات. أعطانه البلاد الأفريقية. أنواعه اثنان.